# Пітяково
Пітя́ково (рос. Питяково, башк. Питяков) — село у складі Бірського району Башкортостану, Росія. Адміністративний центр Старопетровської сільської ради.
Населення — 615 осіб (2010; 625 у 2002).
Національний склад:
- росіяни — 67 %